# Cymodoce iocosa
Cymodoce iocosa är en kräftdjursart som beskrevs av Hurley och Jansen 1977. Cymodoce iocosa ingår i släktet Cymodoce och familjen klotkräftor.
Artens utbredningsområde är havet kring Nya Zeeland. Inga underarter finns listade i Catalogue of Life.